# Acheux-en-Amiénois
Acheux-en-Amiénois – miejscowość i gmina we Francji, w regionie Hauts-de-France, w departamencie Somma.
Według danych na rok 2011 gminę zamieszkiwało 588 osób, a gęstość zaludnienia wynosiła 83 osoby/km² (wśród 2293 gmin Pikardii Acheux-en-Amiénois plasuje się na 591. miejscu pod względem liczby ludności, natomiast pod względem powierzchni na miejscu 686.).